# Ary-René d'Yvermont
Aristidis Parthénis (Alexandria, Egipto, 1873 — Toulouse, 1928), mais conhecido pelo pseudónimo de Ary-René d'Yvermont, foi um intelectual de origem grega que se destacou como crítico literário e editor em França, onde foi director e redactor em chefe da La Revue du nouveau siècle. O nome é grafado em grego como Aριστείδη Παρθένη, mas aparece frequentemente galicizado como A.-N. Parthénis ou Aristide Parthénis.
Encontra-se colaboração da sua autoria na revista literária Ave Azul (1899-1900).